# 小嶋達也
小嶋 達也（こじま たつや、1985年10月7日 - ）は、大阪府吹田市生まれ・大阪市東淀川区育ちの元プロ野球選手（投手）。左投左打。愛称は「こじたつ」。現在は阪神タイガースの打撃投手を務めている。

## 来歴・人物

### プロ入り前
大阪市立大隅東小学校2年時に大道ジャガーズで外野手として野球を始めると、4年時に投手へ転向。後に、プレーの場をグリーンファイターズへ移した。
大阪市立東淀中学校への入学当初は、ボーイズリーグ東淀川に所属したが、1年秋に重度の成長痛に見舞われたため、一時は野球から離れていた。後に、軟式野球の東淀川ブラックジャガーズで野球を再開している。
2001年に、石川県の遊学館高校へ進学。進学と同時に硬式野球部が創設されたことから、1期生として入部した。2年時の2002年夏には、エースとして、チームの第84回全国高等学校野球選手権大会全国大会出場および準々決勝進出に貢献した。翌2003年には、春の第75回選抜高等学校野球大会で3回戦に進出したものの、夏は石川大会の決勝で敗れた。
2003年のプロ野球ドラフト会議では、中日ドラゴンズが上位での指名を検討していたが、小嶋自身は指名に必要なプロ志望届を日本学生野球協会へ提出しなかった。
高校を卒業後に、地元の大阪ガスへ入社。全国大会で主だった実績はなかったが入社から3年後の2006年ドラフト会議で、希望枠を通じて阪神タイガースへ入団するとともに、同年限りでニューヨーク・ヤンキースへ移籍した左腕投手・井川慶から背番号29を継いだ。

### プロ入り後
2007年
公式戦の開幕から一軍の先発ローテーションに入ると、広島東洋カープとの開幕第3戦（4月1日・京セラドーム大阪）に先発投手として一軍デビュー。5回2失点という内容で、プロ初勝利を挙げた。ドラフト会議での指名を経て阪神に入団した新人投手が、一軍公式戦の開幕カードに先発で勝利投手になった事例は、この試合の小嶋が初めてであった。しかし、以降の登板では精彩を欠いたことから、5月に出場選手登録を抹消された。
抹消後は二軍生活に終始。7月19日のフレッシュオールスターゲームでは、ウエスタン・リーグ選抜の一員として登板すると、1回を三者凡退に抑えた。同リーグの公式戦でも9試合に登板したが、1勝4敗、防御率5.45と不振。被安打数（37）が投球回数（34回2/3）を超えたり、四死球数（14）が投球回数の3分の1以上を占めたりしたほか、暴投（5）・被本塁打（6）はチームの投手で最も悪かった。
2008年
故障や不調の影響で一軍公式戦への登板はなく、ウエスタン・リーグ公式戦でも通算2試合（1回2/3）の登板にとどまった。その一方で、シーズン終了後の12月20日に結婚を発表した。
2009年
5月17日の対東京ヤクルトスワローズ戦（明治神宮野球場）に先発。一軍では自身2年振りの登板で、勝敗は付かなかったものの、6回1失点（自責点0）と好投した。しかし、一軍公式戦にはこの試合に登板しただけでシーズンを終えた。
ウエスタン・リーグ公式戦には18試合に登板。5勝5敗ながら、リーグ2位の防御率（3.29）を記録した。
2010年
一軍公式戦4試合に登板。3試合で先発を任されたが、0勝3敗、防御率12.46と振るわなかった。
ウエスタン・リーグ公式戦には16試合に登板。2完投、1完封勝利を記録したほか、2試合を無四球で終えたが、4勝7敗という成績にとどまった。また、リーグの最終規定投球回に到達したものの、防御率（4.38）は規定投球回に到達した投手（5名）で最も悪かった。
2011年
春季キャンプで腕を少し下げたサイドスロー気味のフォームに転向。プロ入り後130km/h台にまで落ち込んでいた球速が140km/h台中盤まで回復した。前年までとは一転して、一軍公式戦で主に中継ぎとして起用。自己最多の36試合に登板すると、5ホールドを挙げた。8月7日の対ヤクルト戦（京セラD）では3点リードの6回表、無死満塁の場面で登板。宮本慎也を内野フライ、川島慶三を三振、青木宣親を内野ゴロでそれぞれ打ち取り、1人の走者も生還させない好救援を見せた。終盤の2試合で先発に復帰。シーズン初先発になった10月13日の対横浜ベイスターズ戦（横浜スタジアム）では、5回1/3を無失点に抑える好投で、一軍公式戦4年振りの勝ち星を挙げた。
2012年
救援投手として、4月8日の対読売ジャイアンツ（巨人）戦（阪神甲子園球場）でシーズン初の一軍マウンドを踏んだ。しかし、危険球で退場処分を受けたあげく、出場選手登録を抹消された。7月に一軍へ復帰したが、救援で3試合に登板しただけでシーズンを終えた。
2013年
開幕から一軍の先発ローテーションに入っていた岩田稔の不調を背景に、4月20日の対ヤクルト戦（甲子園）で、先発投手としてシーズン初の一軍公式戦登板。6回まで無安打に抑えた末に、7回を1被安打という好投で、一軍では自身2年振りの勝利を挙げた。その後も先発で2試合に登板したが、いずれも序盤に崩れたため、先発ローテーションへの定着を果たせなかった。さらに、6月には左肘の靱帯を損傷。長期の戦線離脱を余儀なくされた。
2014年
救援要員へ本格的に転向すると、5月下旬にシーズン初の出場選手登録。登録後の一軍公式戦でも中継ぎに起用されたが、5月29日の対埼玉西武ライオンズ戦（甲子園）で1回5失点を喫するなど、不安定な投球が相次いだ。結局、わずか3試合の登板で、登録をいったん抹消された。
8月上旬に一軍へ復帰したが、復帰後初登板の対ヤクルト戦（神宮）で4連打を浴びて2点を失ったことから、わずか1試合で登録を再び抹消。同月中旬に一軍へ戻ったものの、登録直後（19日）の対横浜DeNAベイスターズ戦（横浜）で打者5人を相手に2点を失うなど振るわず、2試合に登板しただけでシーズンを終えた。
ウエスタン・リーグ公式戦では、チームメイトの玉置隆に次いで、リーグ2位の42試合に登板。2勝5敗、防御率3.64ながら、リーグ3位・チームトップの13セーブを挙げた。
2015年
一軍公式戦5試合に登板したが、勝敗は付かず、防御率も7.00にとどまった。
ウエスタン・リーグ公式戦では、鶴直人と並んで、チームトップの37試合に登板。2勝1敗6セーブ、防御率4.46という成績を残した。
2016年
ウエスタン・リーグ公式戦29試合の登板で、2勝0敗1セーブ、防御率3.41をマーク。しかし、一軍公式戦への登板機会はなく、一軍のシーズン最終戦当日（10月1日）に球団から戦力外通告を受けた。12月2日、自由契約公示された

### 現役引退後
阪神からの戦力外通告を経て、2016年10月末に、現役からの引退を表明した。「『（身体の動きに）気持ちが付いて来なくなったら（現役生活を）終えよう』と決めていた」とのこと。
2017年からは、阪神球団に残って打撃投手を務める。

## 選手としての特徴
最速150 km/hの速球に加えて、多彩な変化球を持つ一方で、コントロールに難があった。

## 詳細情報

### 年度別投手成績
| 年 度     | 球 団     | 登 板 | 先 発 | 完 投 | 完 封 | 無 四 球 | 勝 利 | 敗 戦 | セ 丨 ブ | ホ 丨 ル ド | 勝 率 | 打 者 | 投 球 回 | 被 安 打 | 被 本 塁 打 | 与 四 球 | 敬 遠 | 与 死 球 | 奪 三 振 | 暴 投 | ボ 丨 ク | 失 点 | 自 責 点 | 防 御 率 | W H I P |
| --------- | --------- | ----- | ----- | ----- | ----- | -------- | ----- | ----- | -------- | ----------- | ----- | ----- | -------- | -------- | ----------- | -------- | ----- | -------- | -------- | ----- | -------- | ----- | -------- | -------- | ------- |
| 2007      | 阪神      | 5     | 5     | 0     | 0     | 0        | 2     | 3     | 0        | 0           | .400  | 110   | 25.0     | 28       | 2           | 10       | 0     | 2        | 15       | 1     | 0        | 11    | 11       | 3.96     | 1.52    |
| 2009      | 阪神      | 1     | 1     | 0     | 0     | 0        | 0     | 0     | 0        | 0           | ----  | 22    | 6.0      | 3        | 0           | 2        | 0     | 0        | 2        | 0     | 0        | 1     | 0        | 0.00     | 0.83    |
| 2010      | 阪神      | 4     | 3     | 0     | 0     | 0        | 0     | 3     | 0        | 0           | .000  | 45    | 8.2      | 16       | 3           | 3        | 0     | 1        | 5        | 0     | 0        | 12    | 12       | 12.46    | 2.19    |
| 2011      | 阪神      | 36    | 2     | 0     | 0     | 0        | 1     | 2     | 0        | 5           | .333  | 206   | 48.1     | 34       | 2           | 28       | 3     | 1        | 64       | 1     | 0        | 24    | 20       | 3.72     | 1.28    |
| 2012      | 阪神      | 4     | 0     | 0     | 0     | 0        | 0     | 0     | 0        | 0           | ----  | 28    | 5.1      | 6        | 0           | 4        | 0     | 3        | 8        | 1     | 0        | 2     | 2        | 3.38     | 1.88    |
| 2013      | 阪神      | 3     | 3     | 0     | 0     | 0        | 1     | 1     | 0        | 0           | .500  | 55    | 12.0     | 15       | 3           | 6        | 0     | 0        | 8        | 1     | 0        | 10    | 10       | 7.50     | 1.75    |
| 2014      | 阪神      | 6     | 0     | 0     | 0     | 0        | 0     | 0     | 0        | 0           | ----  | 32    | 5.2      | 11       | 0           | 3        | 0     | 0        | 9        | 2     | 0        | 9     | 9        | 14.29    | 2.47    |
| 2015      | 阪神      | 5     | 0     | 0     | 0     | 0        | 0     | 0     | 0        | 0           | ----  | 42    | 9.0      | 9        | 2           | 5        | 0     | 0        | 6        | 2     | 0        | 7     | 7        | 7.00     | 1.56    |
| 通算：8年 | 通算：8年 | 64    | 14    | 0     | 0     | 0        | 4     | 9     | 0        | 5           | .308  | 540   | 120.0    | 122      | 12          | 61       | 3     | 7        | 117      | 8     | 0        | 76    | 71       | 5.33     | 1.53    |

### 記録
投手記録
- 初登板・初先発・初勝利：2007年4月1日、対広島東洋カープ3回戦（京セラドーム大阪）、5回2失点
- 初奪三振：同上、1回表に新井貴浩から空振り三振
- 初ホールド：2011年4月16日、対中日ドラゴンズ2回戦（ナゴヤドーム）、12回裏1死に6番手で救援登板、1/3回を無失点

打撃記録
- 初安打：2009年5月17日、対東京ヤクルトスワローズ7回戦（明治神宮野球場）、5回表1死に川島亮から右前安打

### 背番号
- 29 （2007年 - 2016年）
- 100 （2017年 - ）

### 登場曲
- 「JUMP AROUND」湘南乃風（2007年 - 2010年）
- 「Monster」嵐（2011年）
- 「輝ける舞台へ」関ジャニ∞（2013年）
- 「Can Do」GRANRODEO（2014年 - 2016年）